# Kay Cannon
Kay Cannon é uma roteirista de televisão americana e actriz que é mais conhecida por seu trabalho como escritora e produtora na série nomeada para o Emmy da NBC, 30 Rock.

## Biografia
Kay é a quinta de sete filhos, com quatro irmãos e duas irmãs. Ela estudou e se formou na Reed High School Custer. Cannon recebeu seu BA em teatro e mestrado em Educação na Universidade de Lewis em Romeoville, Illinois. Ela treinou na improvisação no The Second City e no IO (ImprovOlympic) em Chicago.
Além de ser uma escritora de 30 Rock, Cannon também teve pequenos papéis na série também. Ela foi agradecida por Alec Baldwin na premiação do Globo de Ouro, durante seu discurso de aceitação de Melhor Actor em Série de Comédia em 15 de Janeiro de 2007. Ela ganhou o Writers Guild of America Awards de Melhor Série Cómica por seu trabalho em 30 Rock três vezes, e também ganhou um Prêmio Peabody em 2008 por seu trabalho na série.
Cannon passou os últimos anos na realização de esboços e de improvisação para os teatros, como Boom Chicago em Amesterdão, The Second City em Chicago e Las Vegas, IO (West e Chicago) e no The Upright Citizens Brigade Theatre em Los Angeles e Nova Iorque. Ela foi casada com o membro do elenco/escritor do Saturday Night Live e ex-membro do elenco de 30 Rock, Jason Sudeikis por quase seis anos. Eles estão agora divorciados.
Em 2010, Cannon foi nomeada para um Emmy de Melhor Roteiro em Série de Comédia.

## Filmografia

### Filmes
| Ano  | Filmes          | Diretor        | Produtor       | Roterista      | Notas        |
| ---- | --------------- | -------------- | -------------- | -------------- | ------------ |
| 2008 | Baby Mama       | (em norueguês) | Sim            | (em norueguês) | Co-produtor  |
| 2012 | Pitch Perfect   | (em norueguês) | (em norueguês) | Sim            |              |
| 2015 | Pitch Perfect 2 | (em norueguês) | Sim            | Sim            | Co-produtor  |
| 2017 | Pitch Perfect 3 | (em norueguês) | Sim            | Sim            | Co-produtor  |
| 2018 | Blockers        | Sim            | (em norueguês) | (em norueguês) | [ 1 ]        |
| 2019 | 'Let It Snow'   | (em norueguês) | (em norueguês) | Sim            |              |
| 2021 | Cinderella      | Sim            | (em norueguês) | Sim            | Pós-produção |

### Televisão
| Ano       | Título   | Roterista | Produtor | Notas                 |
| --------- | -------- | --------- | -------- | --------------------- |
| 2007–2012 | 30 Rock  | Sim       | Sim      | Co-produtor           |
| 2012–2014 | New Girl | Sim       | Sim      | Co-produtor executivo |
| 2014      | Cristela | Sim       | Sim      | Consultor             |
| 2017      | Girlboss | Sim       | Sim      | Produtor executiva    |